# 神山清喜
神山 清喜（こうやま せいき、1910年1月10日 - 1979年12月12日）は、昭和時代の労働運動家。日本電気産業労働組合（電産）第3代中央執行委員長。

## 経歴
熊本県飽託郡島崎村（現熊本市西区島崎町）生まれ。1927年熊本県立工業学校建築科卒業。岸和田紡績、飯田建築事務所、延岡市役所を経て、1938年熊本電気に入社。1946年3月九州配電熊本支店従業員組合を結成、初代委員長。九州配電従業員組合連合会を結成、副会長。同年4月に日本電気産業労働組合協議会（電産協）が結成され、5月に九州配電労働組合を結成、副委員長、まもなく委員長に就任。1947年2月日本社会党に入党。同年3月電産熊本県支部委員長、社会党熊本県連事務局長。同年4月の第23回衆議院議員総選挙に熊本1区から社会党公認で立候補するが落選。
1951年7月電産中央執行副委員長。同年9月労働者同志会の結成に参加。1953年太田薫、岩井章、宝樹文彦、大木正吾、阿部竹松らと反高野派の「新同志会」を結成。1953年5月電産中央執行委員長。同年6月日本労働組合総評議会（総評）副議長、中央労働基準審議会委員。1957年電産中央執行委員長を辞任。1958年10月全九州電力労働組合（全九電）熊本県支部委員長。1963年から熊本市議会議員（社会党）に連続3期当選。1975年4月任期満了に伴い引退。1979年12月12日、心房細動のため死去、69歳。1981年12月に遺稿集が『電産闘争私記』として論創社から出版された。